# 목조아미타여래좌상 (부산광역시 유형문화재 제161호)
목조아미타여래좌상(木造阿彌陀如來坐像)은 부산광역시 남구 부산광역시립박물관에 있는 조선시대의 불상이다.
2015년 7월 15일 부산광역시의 유형문화재 제161호로 지정되었다.

## 지정 사유
부산박물관 소장 목조아미타여래좌상은 결가부좌한 자세에 양 손은 엄지와 중지를 맞대어 다리 위에서 살짝 들고 있는 아미타인을 하고 있다. 신체에 비해 머리가 큰 편이며, 방형의 상반신과 다리 폭이 이루는 신체비례가 좋아 안정감이 있어 보인다. 작은 눈은 수평으로 가늘며, 뭉툭한 코와 입술에 드러나는 얕은 미소는 온화하고 부드러운 인상을 준다.
얼굴에 표현된 양감과 부드럽고 온화한 인상, 방형의 상반신과 하반신이 이루는 적당한 신체비례, 그리고 다리 위에 늘어진 옷 주름 등이 특징으로, 18세기를 전후하여 활동한 조각승 진열(進悅)의 불상들과 얼굴이나 세부적인 특징이 매우 흡사하여 18세기 전반기에 제작된 것으로 추정된다.
부산박물관 소장 목조아미타여래좌상은 전체적으로 보존 상태가 양호하고, 예술적, 역사적, 학술적으로도 가치가 높은 작품으로, 18세기 전반기의 불교조각 양식 흐름과 조각승의 계보 등을 파악하는데 도움이 되는 중요한 자료이다. 특히, 부산과 경상도 지역에서 활동한 진열의 작품으로 추정된다는 점에서 더욱 의미가 크다.

## 참고 문헌
- 목조아미타여래좌상 - 국가유산청 국가유산포털